# Mosannona pachiteae
Espèce
Classification phylogénétique
Statut de conservation UICN

 VU D2 : Vulnérable
Mosannona pachiteae est une espèce de plantes à fleurs de la famille des Annonaceae endémique du Pérou.

## Publication originale
- Changing Genera. Systematic studies in Neotropical and West African Annonaceae 169. 1998.